# Мезентійська брама
«Мезентійська брама» (англ. «The Mezentian Gate») — фентезійний роман англійського письменника-фантаста Еріка Рюкера Еддісона, третя книга в «Зімаміванській трилогії». Це, перш за все, історія правління вигаданого короля Мезентіуса (Тирана Фінгісвольда) та про його методи завоювання та правління Трьома царствами Фінгісвольда, Месзрії та Ререка.
Опублікований посмертно, «Мезентійська брама», роман лише частково завершений як прозовий твір. У багатьох основних розділах цього роману наводиться лише план сюжету. Перше видання, опубліковане в 1958 році, складалося лише з тих розділів, які були завершені Еддісоном та доповнене «Аргументом», узагальнюючою незавершеною частиною роману. Омнібусне видання трилогії, опубліковане в 1992 році як «Зіміамвія», доповнило текст 1958 року незавершеними проектами текстів для декількох незавершених розділів, знайдених у рукописах Еддісона в Бодліанській бібліотеці. Розширена версія роману була опублікована в незалежному виданні «ГарперКолінз» у 2014 році.
За хронологією «Мезентійська брама» — перша книга «Зімаміванської трилогії».